# Temporada 1980-81 de los Boston Celtics
La temporada 1980-81 fue la trigésimo quinta de los Boston Celtics en la NBA. La temporada regular acabó con 62 victorias y 20 derrotas, clasificándose para los playoffs, donde se proclamarían campeones venciendo en las finales a los Houston Rockets, logrando así su decimocuarto anillo.

## Elecciones en el Draft
| Ronda | Puesto | Jugador      | Posición  | Nacionalidad   | Universidad |
| ----- | ------ | ------------ | --------- | -------------- | ----------- |
| 1     | 3      | Kevin McHale | Ala-Pívot | Estados Unidos | Minnesota   |

## Temporada regular
| División Atlántico   | División Atlántico | División Atlántico | División Atlántico | División Atlántico | División Atlántico | División Atlántico | División Atlántico | División Atlántico |
| Equipo               | G                  | P                  | %                  | PD                 | Casa               | Fuera              | Div                |                    |
| -------------------- | ------------------ | ------------------ | ------------------ | ------------------ | ------------------ | ------------------ | ------------------ | ------------------ |
| y-Boston Celtics     | 62                 | 20                 | .756               | –                  | 35–6               | 27–14              | 19–5               |                    |
| x-Philadelphia 76ers | 62                 | 20                 | .756               | –                  | 37–4               | 25–16              | 15–9               |                    |
| x-New York Knicks    | 50                 | 32                 | .610               | 12.0               | 28–13              | 22–19              | 14–10              |                    |
| Washington Bullets   | 39                 | 43                 | .476               | 23.0               | 26–15              | 13–28              | 8–16               |                    |
| New Jersey Nets      | 24                 | 58                 | .293               | 38.0               | 16–25              | 8–33               | 8–16               |                    |

## Playoffs

### Semifinales de Conferencia
Boston Celtics vs. Chicago Bulls 
| Fecha       | Partido                               | Ciudad  |
| ----------- | ------------------------------------- | ------- |
| 5 de abril  | Boston Celtics 121, Chicago Bulls 109 | Boston  |
| 7 de abril  | Boston Celtics 106, Chicago Bulls 97  | Boston  |
| 10 de abril | Chicago Bulls 107, Boston Celtics 113 | Chicago |
| 12 de abril | Chicago Bulls 103, Boston Celtics 109 | Chicago |
|             | Boston Celtics gana las series 4-0    |         |

### Finales de Conferencia
Boston Celtics vs. Philadelphia 76ers
| Fecha       | Partido                                    | Ciudad     |
| ----------- | ------------------------------------------ | ---------- |
| 21 de abril | Boston Celtics 104, Philadelphia 76ers 105 | Boston     |
| 22 de abril | Boston Celtics 118, Philadelphia 76ers 99  | Boston     |
| 24 de abril | Philadelphia 76ers 110, Boston Celtics 100 | Filadelfia |
| 26 de abril | Philadelphia 76ers 107, Boston Celtics 105 | Filadelfia |
| 29 de abril | Boston Celtics 111, Philadelphia 76ers 109 | Boston     |
| 1 de mayo   | Philadelphia 76ers 98, Boston Celtics 100  | Filadelfia |
| 3 de mayo   | Boston Celtics 91, Philadelphia 76ers 90   | Boston     |
|             | Boston Celtics gana las series 4-3         |            |

### Finales de la NBA
Boston Celtics vs. Houston Rockets 
| Fecha      | Partido                                | Ciudad  |
| ---------- | -------------------------------------- | ------- |
| 5 de mayo  | Boston Celtics 98, Houston Rockets 95  | Boston  |
| 7 de mayo  | Boston Celtics 90, Houston Rockets 92  | Boston  |
| 9 de mayo  | Houston Rockets 71, Boston Celtics 94  | Houston |
| 10 de mayo | Houston Rockets 91, Boston Celtics 86  | Houston |
| 12 de mayo | Boston Celtics 109, Houston Rockets 80 | Boston  |
| 14 de mayo | Houston Rockets 91, Boston Celtics 102 | Houston |
|            | Boston Celtics gana las finales 4-2    |         |

## Estadísticas
| Rk | Jugador          | Edad | P  | PT | MP   | TC  | TCI  | %TC  | T3  | T3I | %T3  | TL  | TLI | %TL  | RO  | RD  | RT   | AS  | RB  | TAP | BP  | FP  | PTS  |
| -- | ---------------- | ---- | -- | -- | ---- | --- | ---- | ---- | --- | --- | ---- | --- | --- | ---- | --- | --- | ---- | --- | --- | --- | --- | --- | ---- |
| 1  | Larry Bird       | 24   | 82 | 82 | 39.5 | 8.8 | 18.3 | .478 | 0.2 | 0.9 | .270 | 3.5 | 4.0 | .863 | 2.3 | 8.6 | 10.9 | 5.5 | 2.0 | 0.8 | 3.5 | 2.9 | 21.2 |
| 2  | Tiny Archibald   | 32   | 80 | 72 | 35.3 | 4.8 | 9.6  | .499 | 0.0 | 0.1 | .000 | 4.3 | 5.2 | .816 | 0.5 | 1.8 | 2.2  | 7.7 | 0.9 | 0.2 | 3.3 | 2.5 | 13.8 |
| 3  | Cedric Maxwell   | 25   | 81 | 81 | 33.7 | 5.4 | 9.3  | .588 | 0.0 | 0.0 | .000 | 4.3 | 5.6 | .782 | 2.7 | 3.7 | 6.5  | 2.7 | 1.0 | 0.8 | 2.2 | 3.2 | 15.2 |
| 4  | Chris Ford       | 32   | 82 | 75 | 33.2 | 3.8 | 8.6  | .444 | 0.4 | 1.3 | .330 | 0.8 | 1.1 | .736 | 0.9 | 1.1 | 2.0  | 3.6 | 1.2 | 0.3 | 1.5 | 2.6 | 8.9  |
| 5  | Robert Parish    | 27   | 82 | 78 | 28.0 | 7.7 | 14.2 | .545 | 0.0 | 0.0 | .000 | 3.4 | 4.8 | .710 | 3.0 | 6.5 | 9.5  | 1.8 | 1.0 | 2.6 | 2.3 | 3.8 | 18.9 |
| 6  | Kevin McHale     | 23   | 82 | 1  | 20.1 | 4.3 | 8.1  | .533 | 0.0 | 0.0 | .000 | 1.3 | 1.9 | .679 | 1.9 | 2.5 | 4.4  | 0.7 | 0.3 | 1.8 | 1.3 | 3.2 | 10.0 |
| 7  | Gerald Henderson | 25   | 82 | 10 | 19.6 | 3.2 | 7.1  | .451 | 0.0 | 0.2 | .063 | 1.4 | 1.9 | .720 | 0.5 | 1.1 | 1.6  | 2.6 | 1.0 | 0.1 | 2.0 | 2.2 | 7.8  |
| 8  | Rick Robey       | 25   | 82 | 4  | 19.1 | 3.6 | 6.7  | .545 | 0.0 | 0.0 | .000 | 1.8 | 3.1 | .574 | 1.6 | 3.1 | 4.8  | 1.5 | 0.5 | 0.2 | 1.7 | 2.5 | 9.0  |
| 9  | M.L. Carr        | 30   | 41 | 7  | 16.0 | 2.4 | 5.3  | .449 | 0.0 | 0.3 | .071 | 1.3 | 1.6 | .791 | 0.6 | 1.4 | 2.0  | 1.4 | 0.7 | 0.4 | 1.1 | 1.8 | 6.0  |
| 10 | Eric Fernsten    | 27   | 45 | 0  | 6.2  | 0.8 | 1.8  | .481 | 0.0 | 0.0 |      | 0.4 | 0.7 | .667 | 0.6 | 0.7 | 1.4  | 0.2 | 0.1 | 0.2 | 0.4 | 0.6 | 2.1  |
| 11 | Wayne Kreklow    | 24   | 25 | 0  | 4.0  | 0.4 | 1.9  | .234 | 0.0 | 0.2 | .250 | 0.3 | 0.4 | .700 | 0.1 | 0.4 | 0.5  | 0.4 | 0.1 | 0.0 | 0.4 | 0.8 | 1.2  |
| 12 | Terry Duerod     | 24   | 32 | 0  | 3.6  | 0.9 | 2.3  | .411 | 0.2 | 0.3 | .600 | 0.4 | 0.4 | .929 | 0.1 | 0.1 | 0.2  | 0.2 | 0.2 | 0.0 | 0.3 | 0.3 | 2.5  |

## Galardones y récords
| Jugador/Entrenador | Galardón                              |
| Larry Bird         | Mejor quinteto de la NBA All-Star     |
| Nate Archibald     | 2.º Mejor quinteto de la NBA All-Star |
| Cedric Maxwell     | MVP de las Finales de la NBA          |
| Kevin McHale       | Mejor quinteto de rookies de la NBA   |
| Robert Parish      | All-Star                              |